# Carl Hellström (konstnär)

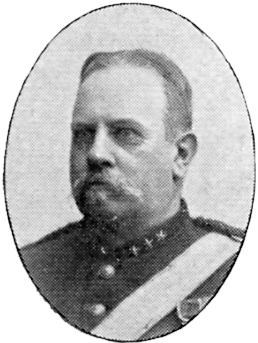
Carl Hellström.

Pehr Fredrik Carl Hellström, född 14 februari 1841 i Stockholm, död 8 januari 1916 i Stockholm, var en svensk militär, målare, skämttecknare och grafiker.
Han var son till geschvorner Carl Peter Hellström och Johanna Charlotta Ell samt gift första gången i Düsseldorf 1873 med fröken Beer från Stockholm och andra gången med Helfrid Nordin samt far till Ebba Hellström. Han inledde sin militära karriär vid 1860-talets mitt, samtidigt studerade han konst för Nils Andersson vid Konstakademin. Efter att han utnämndes till löjtnant vid Svea artilleriregemente reste han 1872 till Düsseldorf där han studerade målning för Ferdinand Fagerlin vid Kunstakademie Düsseldorf men han deltog även från akademin fristående undervisning i litografi och etsning.
Under hela sin tysklandstid kämpade han med ekonomiska svårigheter som tvingade honom att återvända till Sverige 1879. Väl åter i Sverige återgick han till sin tjänst vid regementet och för att förbättra sin ekonomiska ställning åtog han sig dekorativa målningsuppdrag samt arrangerade fester på Operan, Skansen och andra lokaler han kunde disponera.
Han var representerad vid Konstakademiens utställning 1875 med målningen Munk i sin cell. Han ställde ut en serie interiörer från gamla operan utförda i olja och akvarell på Sällskapet Idun 1892 och han medverkade med målningar vid konstutställningarna i Sundsvall 1882 och Göteborg 1886. Som grafiker debuterade han anonymt 1875 med en samling litografier som utgavs under namnet Stockholms bilder i tittskåp. Mappen innehåller roliga scener från stadens historia och dåtida gatuliv. För att förkovra sig i grafiska tekniker och etsning deltog han i Léopold Loewenstam grafikkurs 1885–1886 och fortsatte därefter sina grafikstudier för Albert Theodor Gellerstedt. Under sina grafikstudier utförde han ett flertal porträtt, bland annat av Knut Almlöf och Emil Hallgren samt vyer av Baltzar von Platens grav vid Motala.
Han målade ofta genremotiv i Fagerlins stil men utförde även en rad porträtt med Bellmansfigurer och stockholmiania, särskilt från Djurgården. Han gjorde de dekorativa väggmålningar på Stockholmsrestaurangen Tattersall där han hämtade motivet från det Svenska militärlivet. För Uppsala universitets utförde han ett porträtt av Herman Schultz och till Stockholms högskola utförde han målningen Duellen. Som illustratör medverkade han sporadiskt i Ny Illustrerad Tidning samt med enstaka teckningar i flera olika dagstidningar. Hellström har även gett ut böckerna, bland annat med sina egna skämtteckningar.
Hellström finns representerad vid bland annat Kungliga biblioteket, Norrköpings konstmuseum, Armémuseum, Uppsala universitetsbibliotek  och
Nationalmuseum.
Inom det militära var Hellström underlöjtnant vid första Svea regemente 1862, löjtnant 1872, kapten 1878, med avsked 1892. Han är gravsatt på Norra begravningsplatsen utanför Stockholm.

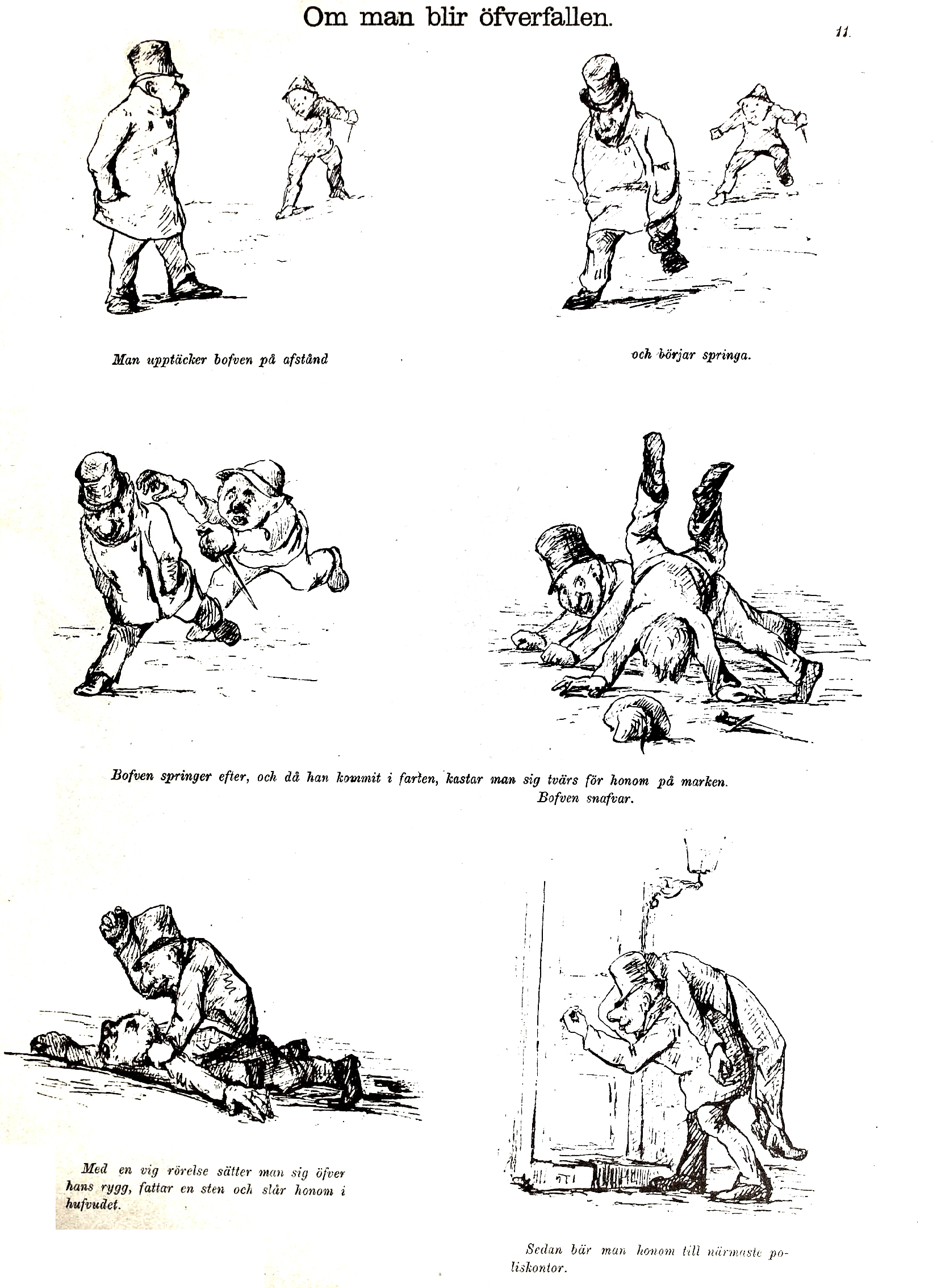
Om man blir öfverfallen - från Carl Hellströms bilderbok Stockholms-bilder i titt-skåp.